# Tecnología escénica histórica
La tecnología escénica histórica se componía de ingenios mecánicos manuales, utilizados para crear efectos audiovisuales durante los diversos espectáculos en vivo (teatro, danza, ópera, zarzuela, circo, pasacalle o auto sacramental) en una época en la que no se disponía de maquinaria eléctrica o de programas informáticos. Los efectos especiales, junto con la iluminación y los decorados, conforman el trabajo de ambientación de las escenas, que se remonta al siglo IV a. C. en Grecia, se desarrolló durante el Renacimiento y se perfeccionó especialmente durante el Barroco en Europa. Constituyen el patrimonio técnico teatral, como parte de la escenografía, y han evolucionado al compás de los cambios tecnológicos.
Las máquinas teatrales son artificios tecnológicos situados entre bastidores, que suponen una valiosa fuente de recursos escénicos, aumentado su espectacularidad visual y sonora. Son parte de un trabajo en equipo, a sincronizar con los instrumentos de la orquesta, con las voces y gestos de los actores, y con el resto de los tramoyistas.

## Efectos sonoros
Los efectos de sonido históricos se conseguían mediante tecnología escénica sencilla, diseñada para imitar determinados sonidos de la naturaleza: cascos de los caballos, lluvia, terremoto, tormenta o viento. Estos idiófonos producen ondas sonoras mediante la vibración de su material, al ser golpeados, rascados, frotados o entrechocados. Los instrumentos utilizados no estaban a la vista del público, y se aprovechaba la sonoridad del foso de los escenarios como si fuera una caja de resonancia. Aunque en Europa los primeros textos sobre puesta en escena y representación teatral son de finales del siglo XVI, la bibliografía que describe los mecanismos sonoros teatrales procede principalmente de los siglo XVIII y XIX.

### Cascos de los caballos
- Dos medios cocos

Utensilio formado al cortar un coco por la mitad y extraerle su contenido. Al golpear las cáscaras entre sí, produce el efecto sonoro de las pezuñas de los caballos al moverse, según el ritmo de golpeteo se puede imitar el peso, el trote o el galope de los cuadrúpedos. Técnica muy utilizada también en la sonorización de la radio y del cine.

### Lluvia
- Máquina de lluvia en forma de aspa

Está compuesta por dos prismas cuadrangulares huecos de madera, que convergen en su centro formando una cruz griega. En su interior se dispone un callejón sinuoso en ángulos rectos, formado por unas láminas de cobre, que lo recorren  balines de plomo. Mediante un volante se hace girar el mecanismo al ritmo deseado, al chocar los balines contra las láminas metálicas originan un ruido que recrea un tipo de lluvia ligera y racheada. Fue usado en Europa durante el siglo XIX.
- Máquina de lluvia en forma de prisma

Similar a la anterior, pero con un único prisma de madera de hasta 2,5 metros de longitud, también relleno de balines de plomo. Se asienta sobre un eje central, que permite girarlo de forma cómoda y continua. Al moverlo, los balines recorren las rampas internas y originan un ruido similar a la lluvia, de tipo prolongado y constante.  
- Máquina de lluvia en forma de rueda

Formada por un tambor cilíndrico de madera o metal, en cuyo interior se han construido pequeñas celdas de madera, y se ha rellenado con arena y fragmentos de conchas. Exteriormente se forra con piel, para conseguir un sonido más apagado. Al girarlo, mediante una manivela, circula por su interior el relleno, imitando el sonido de la lluvia. Con esta máquina también se puede simular el oleaje del mar, variando el ritmo de giro y realizando breves pausas.
- Palo de lluvia o de agua

Instrumento formado por un tronco o un tubo alargado, que puede superar el metro de longitud, relleno de semillas o piedrecitas y cerrado sus extremos con cuero. Se le insertan numerosas espinas vegetales o palitos de madera, formando una espiral en su interior, para ralentizar la caída de las semillas. Al inclinar el palo, se mueven las semillas y golpean las espinas, produciendo un sonido que evoca la lluvia. Su origen es americano. Los materiales utilizados (cactus, bambú, plástico o metal) y las dimensiones pueden variar según el país de origen.

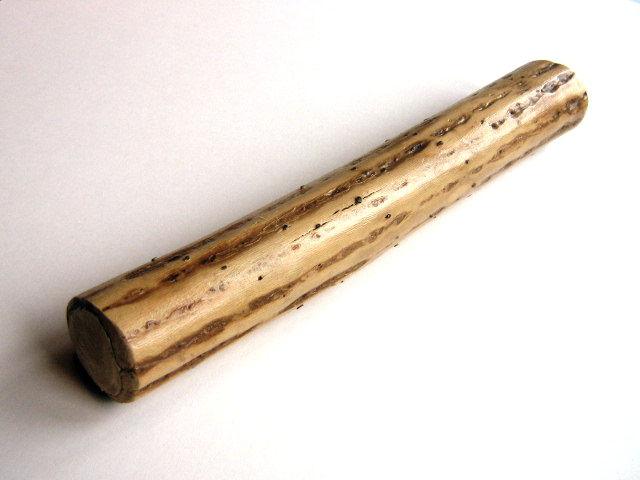
Palo de lluvia
- Sonido del palo de lluvia

### Terremoto
- Carraca o matraca múltiple

Instrumento compuesto de ocho lengüetas y cuatro martilletes móviles de madera. La matraca se mueve mediante una manivela que acciona una rueda dentada, y así los martilletes percuten las lengüetas. Emite sonidos de grandes estruendos, como los terremotos. Las matracas se usaban tanto en espectáculos, como en funciones litúrgicas, especialmente durante la Semana Santa. 
- Matraca de la  Basílica de Elche

Carraca en forma de cruz griega, compuesta por ocho martillos. Al voltearla, como si fuera una campana, los martillos golpean contra cuatro cajas de resonancia de madera. El efecto sonoro es de estruendo.  
- Matraca de la Catedral de León

Caja rectangular de madera, con asas de forja en sus respectivas caras laterales menores, que sirven para voltearla manualmente. En sus cuatro lados mayores, penden unas asas móviles con bisagras, que al moverse golpean contra las placas de metal que cubre las esquinas de la caja. 
- Matraca de la Catedral de Zamora

Caja rectangular de madera, con orificios en los laterales para facilitar la salida del sonido. Dispone de herrajes en los bordes de los laterales para mantenerla compacta. En su interior hay seis láminas de hierro, que actúan como lengüetas. Mediante una manivela se rota una barra metálica transversal que acciona las lengüetas, produciendo un golpeteo progresivo, parecido al sonido de un estruendo. El sistema es similar a las cajas de música con peine metálico.

### Tormenta
- Barril de truenos

Artilugio compuesto de un barril de madera suspendido horizontalmente, con una manivela en un lateral, y relleno de cantos de río. Al girar la manivela, los cantos entrechocan y golpean las paredes del barril. También se conseguía el efecto de los truenos haciendo rodar el barril.  
- Cabria de truenos

Aparato compuesto por varias (alrededor de diez) chapas metálicas o tablones de madera, que cuelgan suspendidas en paralelo mediante un sistema de sogas y una polea en su extremo superior. Pueden estar colgando de una cabria o del telar del escenario. Al soltar la soga de la que penden, entrechocan las chapas progresivamente al caer en el suelo, imitando el sonido del trueno.
- Carretón de truenos

Utensilio formado por dos ruedas dentadas de madera, unidas entre sí por un eje metálico, y una forja alargada con un mango en su extremo para su manejo, formado todo ello un carretón. Mediante la forja se hacía rodar las ruedas, que por la irregularidad de sus bordes imitaba el sonido de los truenos.
- Chapa de tormenta

Plancha metálica (por ejemplo: latón) que se cimbrea a fin de simular el ruido del trueno. La chapa está suspendida por su extremo superior, y en el inferior se disponen unos mangos para moverla.
- Gran chapa de tormenta

Lámina metálica de mayores dimensiones que la anterior. Normalmente se cuelga del telar, o en una de las paredes del escenario. Imita los rumores de una tormenta, y cuando se agita de forma violenta y rápida simula el chasquido del trueno. 
- Tabla de truenos

Otro carretón con ruedas dentadas de madera unidas por un eje metálico, del que sale una tabla para su manejo. Se le hace rodar sobre la superficie del tablado (para que el foso haga de caja de resonancia) o sobre las estradas de maquinistas en los escenarios. Al desplazar este carro, la irregularidad de las ruedas emiten un ruido parecido al de los truenos graves. 
- Triciclo de truenos

Artefacto en forma de triciclo, con tres ruedas de madera dentada, y una forja metálica que sirve para tirar de la rueda delantera. Además, dispone de un cajón de madera donde se depositaban unos cantos rodados, para aumentar la sonoridad al mover el conjunto. 
- Vagoneta de truenos

Carro de madera con cuatro ruedas dentadas y con un gran cajón relleno de piedras. El sonido lo producía al arrastrarlo por la superficie de las galerías de trabajo del escenario o por el mismo tablado. Era la máquina de truenos rodante más completa y efectiva. 

### Viento
- Bramadera

Es una placa de madera, hueso, metal o pizarra de forma alargada, con un agujero en uno de sus extremos y una cuerda atada en él. Moviéndola circularmente con la mano, como si fuera una honda, origina un zumbido similar al viento. Dependiendo del tamaño de la placa, cambian las características del sonido emitido: las más grandes producen un sonido más grave y profundo; con las más pequeñas, baja de intensidad y se agudiza. Tiene diferentes denominaciones: churinga, zumbadora o zurrumba.
- Eolífono o máquina de viento

Mecanismo que produce sonido por rozamiento al girar, mediante una manivela, un tambor dentado cubierto por una tela de algodón. El rumor varía dependiendo del tejido, tensando o destensando la tela que lo cubre, en función de la velocidad, aceleración y ritmo del giro del tambor.
- Gran máquina de viento

Es la de mayores dimensiones. Está cubierta por dos bandas de tejido con diferente anchura, aumentado su versatilidad. Se puede usar sólo una de las dos telas o ambas a la vez.

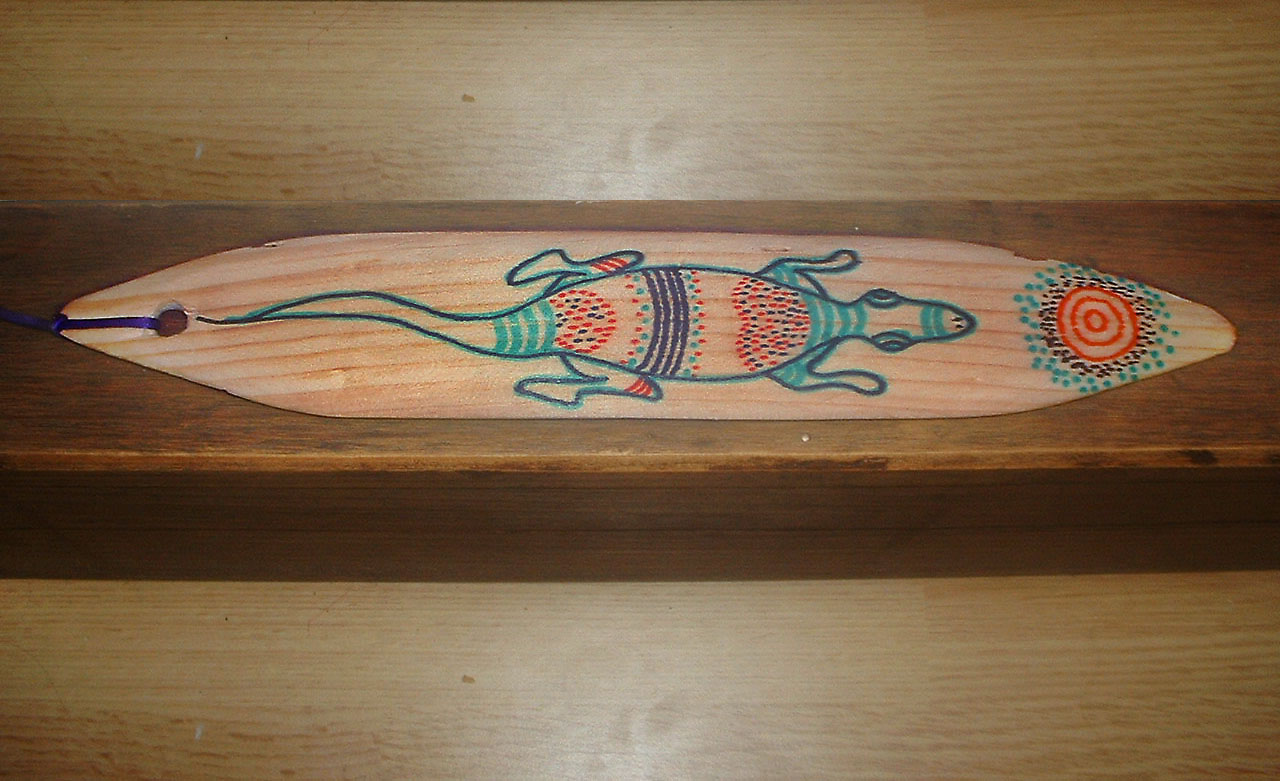
Bramadera de madera de pino (dimensiones: 30x5x0,7cm).
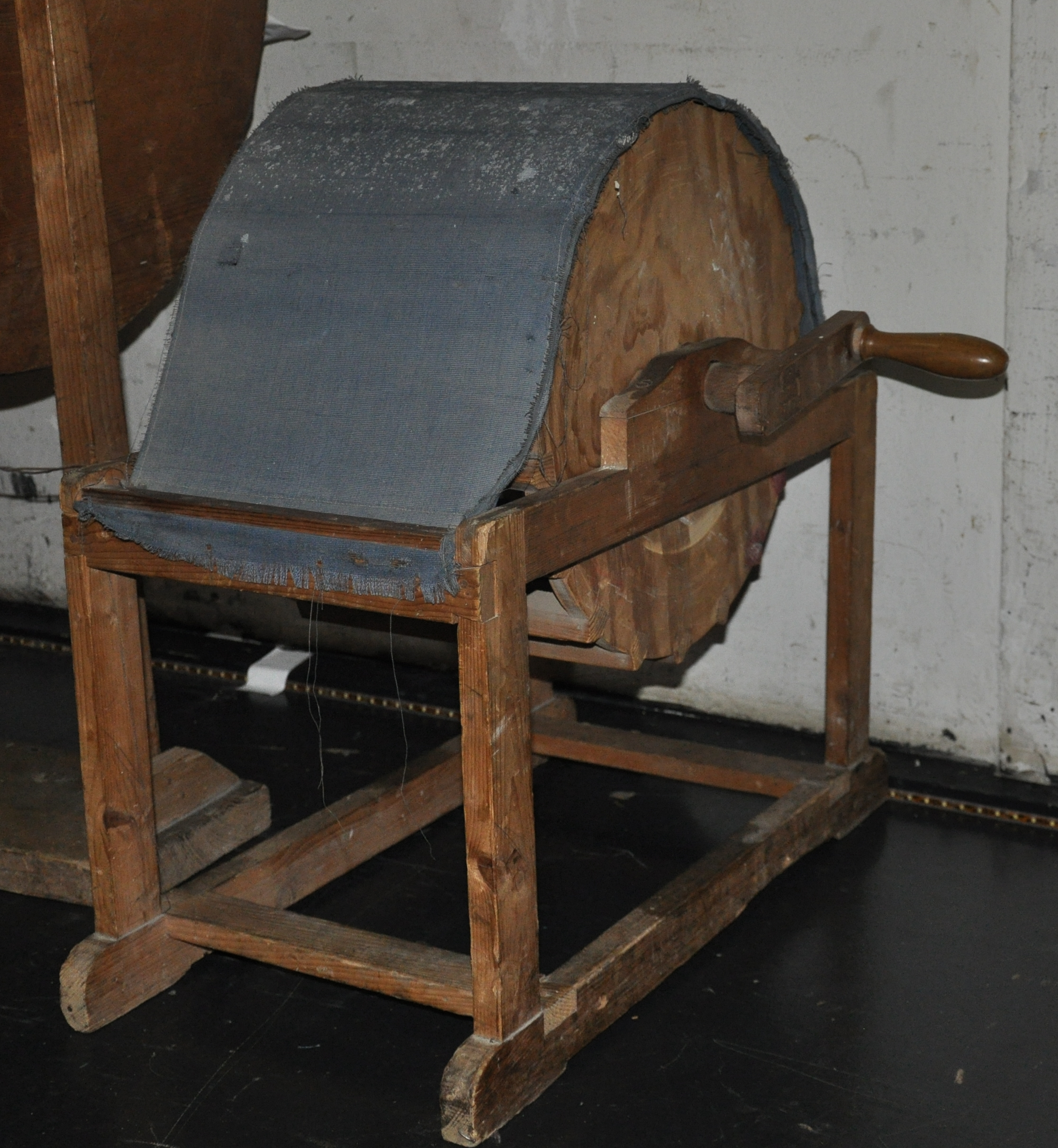
Máquina de viento (c. 1900) en el Konzerthaus en Ravensburg (Alemania)

## Efectos visuales
Los  efectos ópticos se realizaban mediante maquinaria sencilla, manipulada manualmente, consiguiendo puestas en escena atractivas y simbólicas.

### Apariciones o desapariciones
- Elevadores desde el foso

Ascensor vertical desde el foso hasta el escenario a través de un escotillón. Ejerciendo la fuerza mediante un torno y un sistema de poleas. 
- Escotillones de escenario

Escotillas con escaleras por las que ascienden o descienden los actores
- Gloria barroca

Aparato teatral construido con un mecanismo de apertura similar al de un paraguas. Tiene forma de rosa y se desliza, sobre una base rodada, desde el fondo del escenario hacia adelante, al proscenio. Permite la aparición simultánea de siete personajes, que se despliegan ocupando todo el escenario.  
- Mangrana o nube del Misterio de Elche

Mecanismo aéreo con aspecto exterior de nube, cuando está cerrado, por las pinturas que lo decoran. La mangrana pende del techo de la iglesia. En su interior está formado por dos repisas octogonales unidas entre sí por cuatro barras de hierro, de su parte superior cuelgan mediante bisagras ocho "gajos", que se pueden elevar manualmente para exponer la talla en forma de ángel que transporta en su interior. Se escenifica cada 14 y 15 de agosto en el interior de la Basílica menor de Santa María (Elche).
- Tramoya

Plataforma móvil que pende de una polea en el techo de la escena, de la que se cuelga un objeto o un actor para moverlos por el aire en vertical, horizontal o en diagonal.

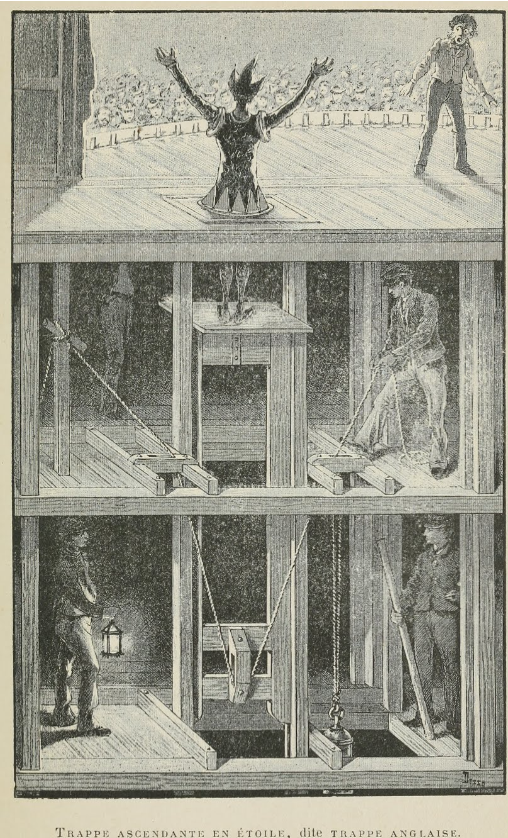
Elevador desde el foso
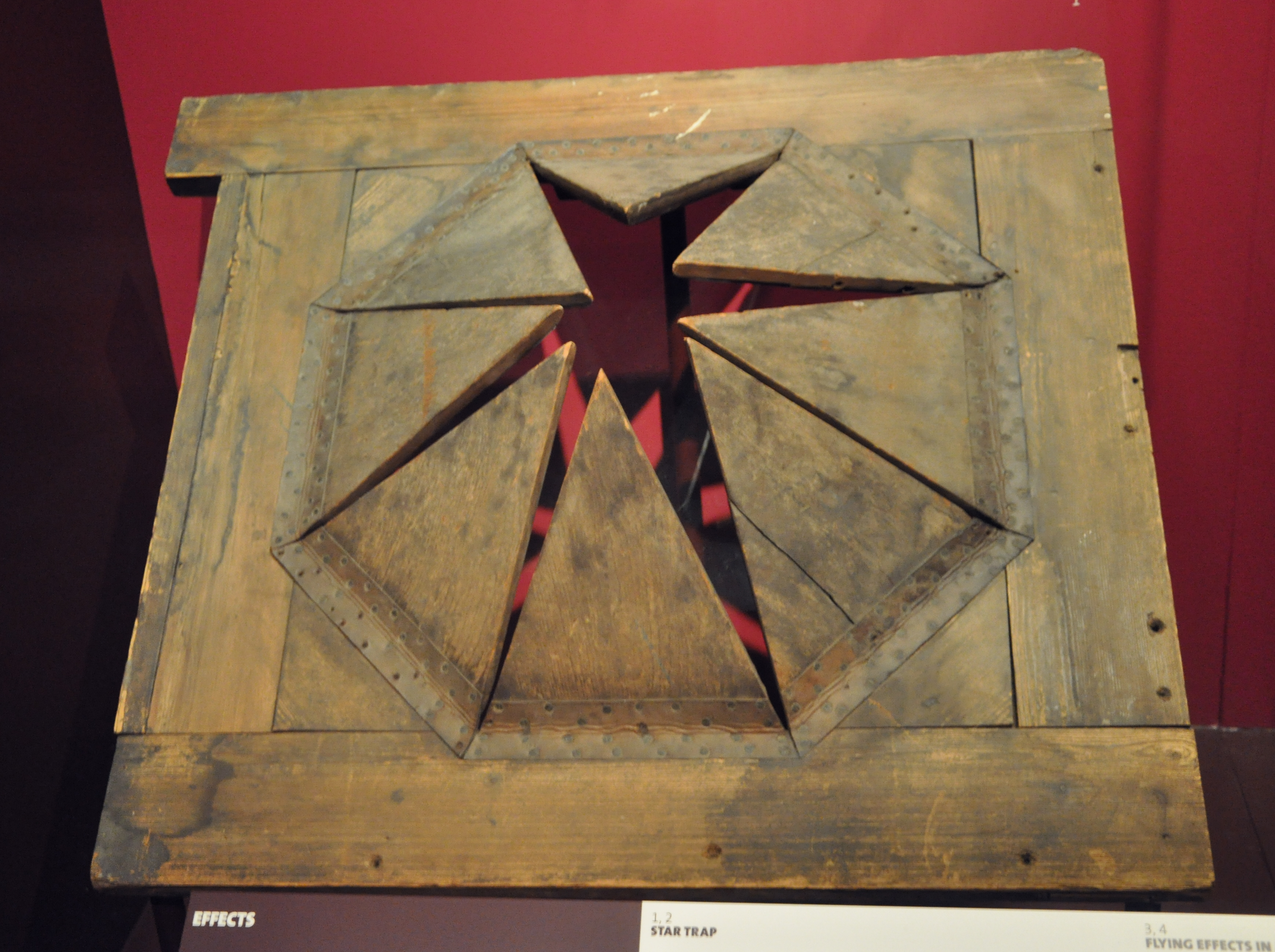
Escotillón de escenario
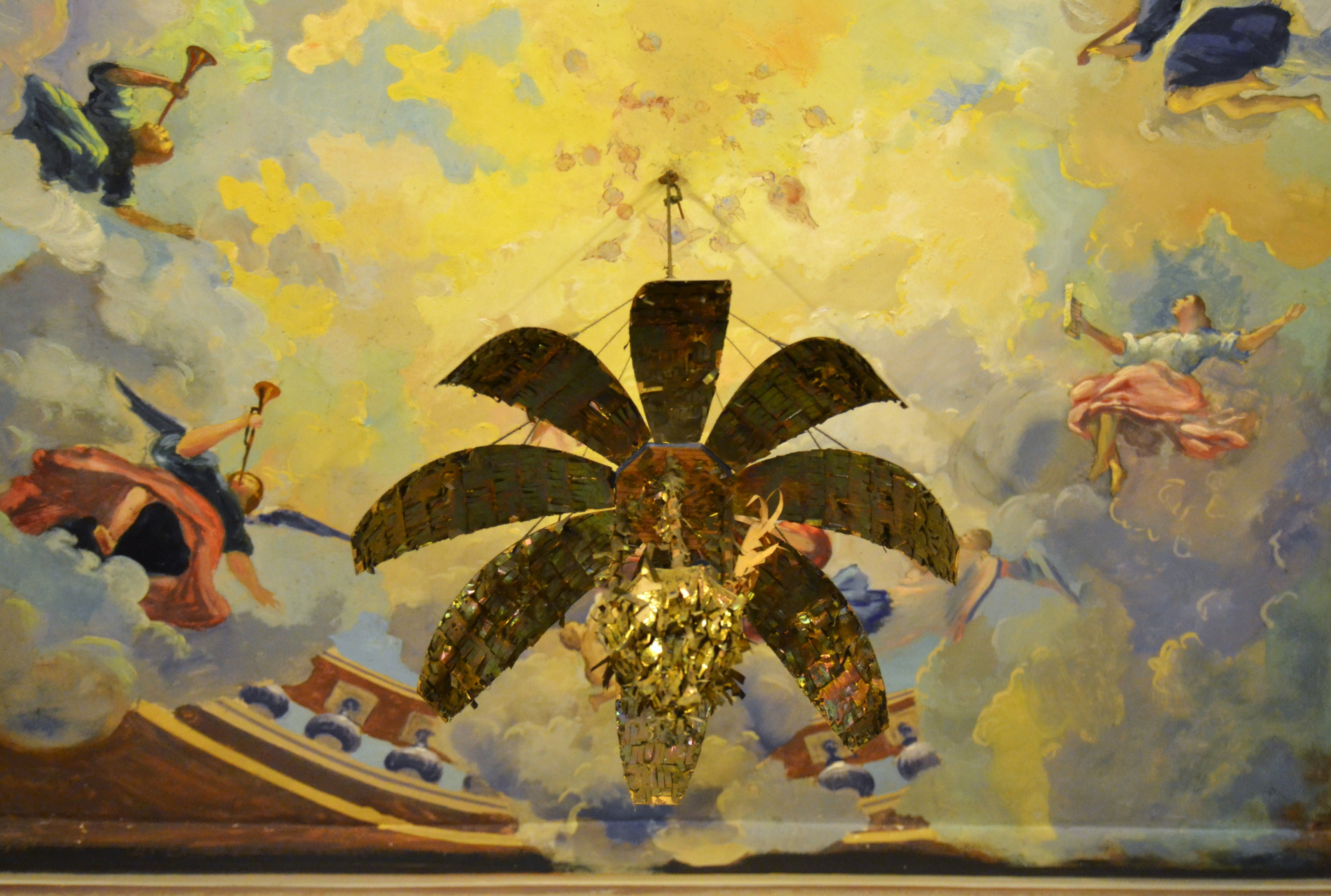
Mangrana del Misterio de Elche

### Cascada
Mecanismo formado por una cinta sin fin de lienzo pintado, imitando el agua, que discurre por siete rodillos de madera. Un manubrio lateral hace girar uno de los cilindros, que al tensar la tela, hace que el resto giren al unísono. El conjunto es arropado por unos  bastidores decorados, que ocultan las partes más técnicas y dejan al descubierto el efecto de la cascada.

### Nubes
Mecanismos manuales en un escenario diseñados para crear la ilusión de nubes en movimiento en el cielo.

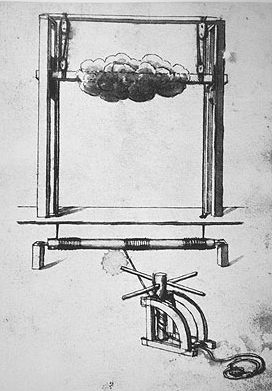
Máquina de nubes de Nicola Sabbatini

### Olas
- Mar de olas de Nicola Sabbatini

Consta de tres cilindros de forma helicoidal, como una columna salomónica, dispuestos horizontalmente en tres alturas, que se incrementa progresivamente hacia el fondo, para elevar la línea del horizonte. Están apoyados sobre un soporte de madera que les da estabilidad, y les facilita su manipulación mediante una manivela por cilindro. Consigue el efecto de oleaje marítimo al girar simultáneamente los tres rodillos en el mismo sentido, y al estar pintados en bandas blancas y azules.
- Mar de olas del Teatro Krumlov

Máquina de oleaje construida con dos rodillos horizontales con aspas, ocultos bajo las telas pintadas con aspecto de olas. Las aspas baten los lienzos para simular el oleaje. Este mecanismo escénico se conserva en el Teatro del Castillo de Český Krumlov (República Checa).

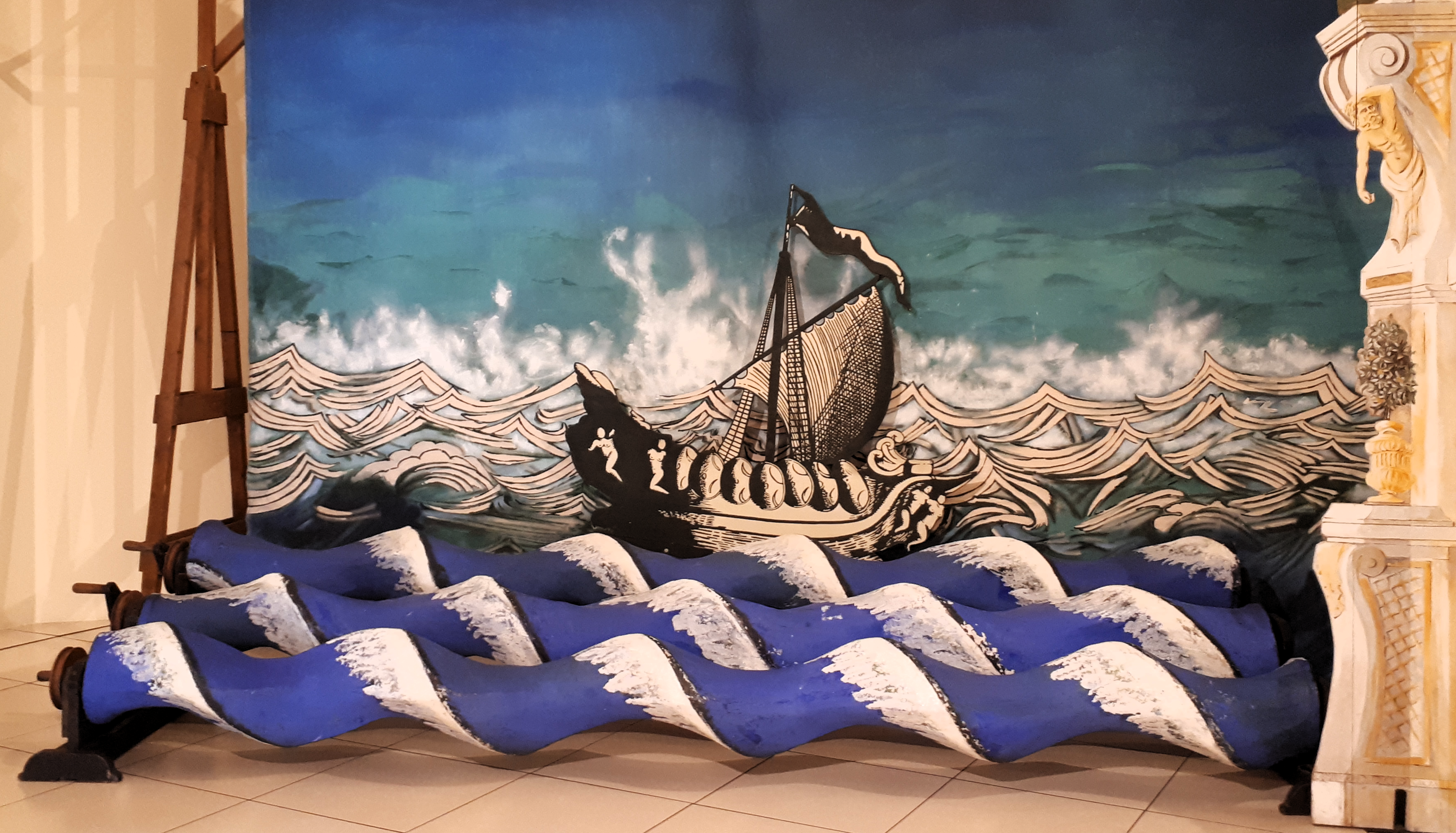
Mar de olas de Nicola Sabbatini

### Personajes
Son figuras animadas por el movimiento y el sonido, que imitan acciones humanas, animales o fenómenos naturales, y permiten contar historias dentro de un escenario. Hay cuatro técnicas básicas en el teatro de títeres:
- Marionetas

Figurilla hecha de diversos materiales (madera, pasta, trapo, metal, plástico, etc.) que manipulada gracias a un conjunto de hilos o cuerdas cobra movimiento.
- Títeres de guante o de funda o de cachiporra o guiñol

Es la representación de personajes teatrales, a través de una prenda inanimada y decorada que se maneja directamente con una mano y adquiere una apariencia de vida (movimiento y voz).
- Títeres de varilla o títeres «javaneses»

De origen oriental (indonesio), considerados un paso intermedio entre el guante y la marioneta. El titiritero usa las dos manos para un solo muñeco, una introducida en él y otra para manipular desde abajo las varillas de los brazos.
- Títeres de sombra

Figuras planas articuladas (manipuladas mediante finas varillas), translúcidas, opacas o coloreadas. El titiritero se sitúa tras una pantalla blanca iluminada por una luz posterior, y pegando la figura a la tela le trasmite movimientos que los espectadores verán como sombras chinescas.

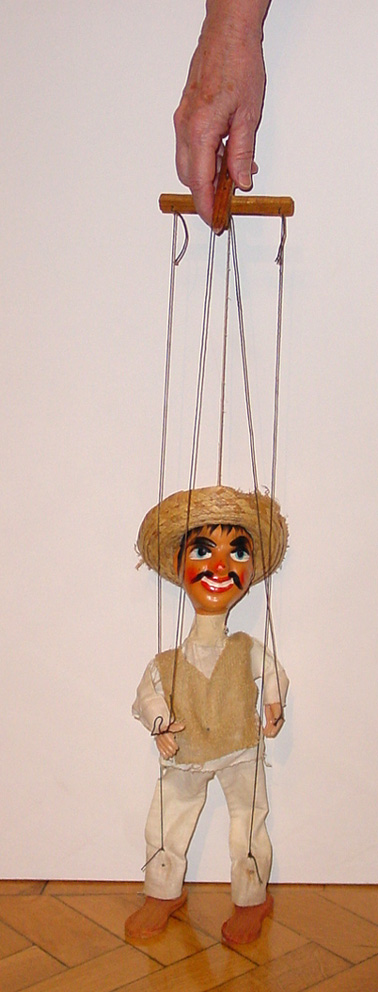
Marioneta
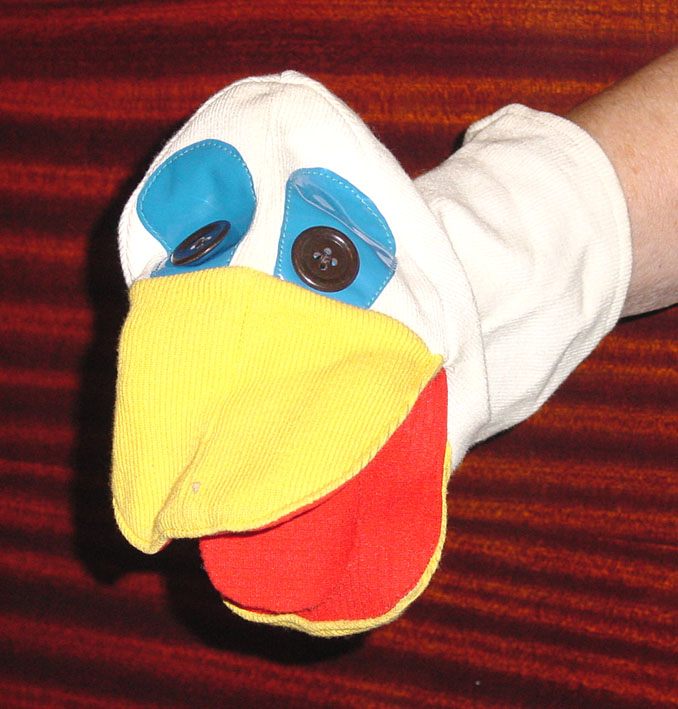
Títere de guante
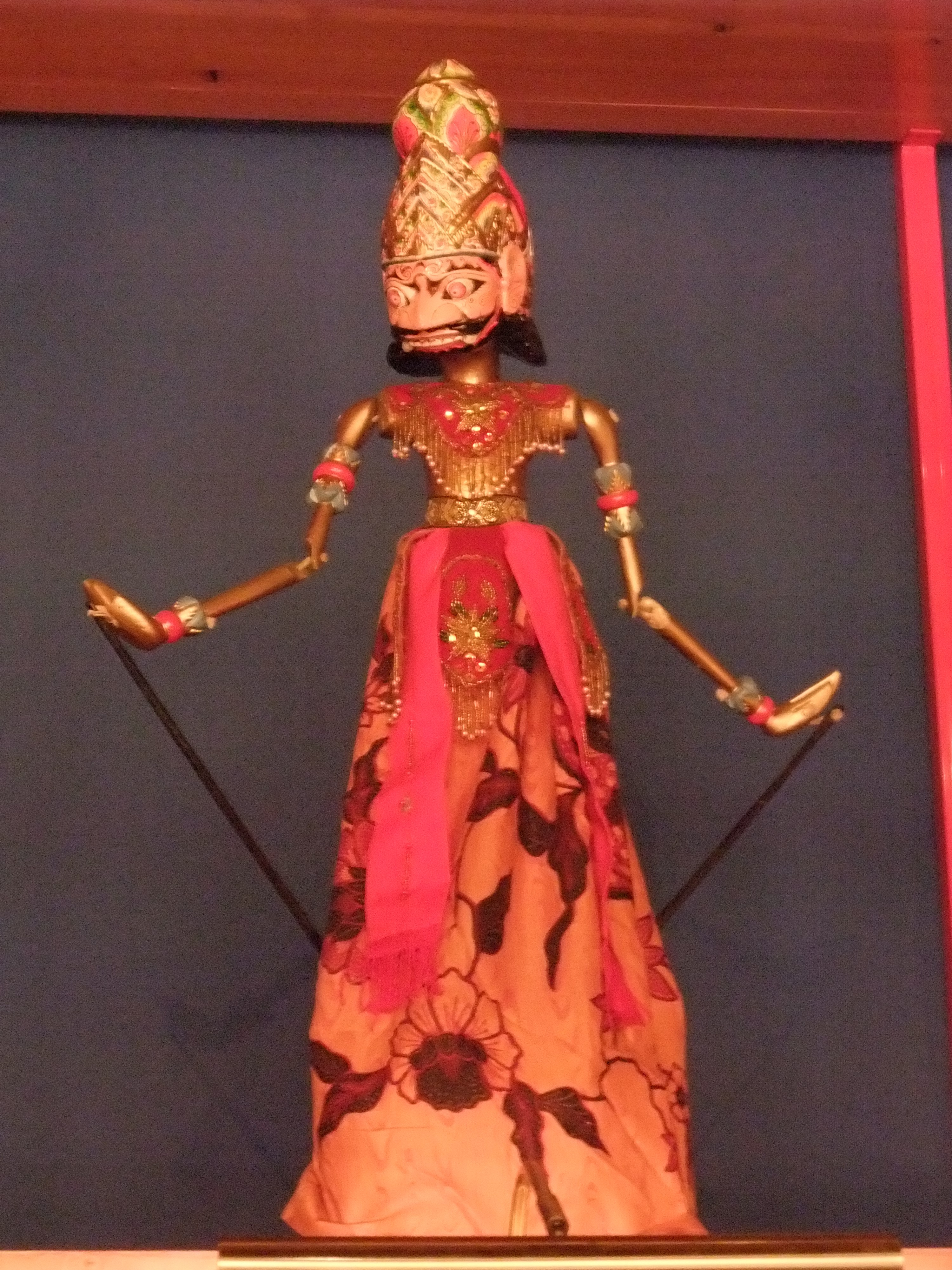
Títere de varilla
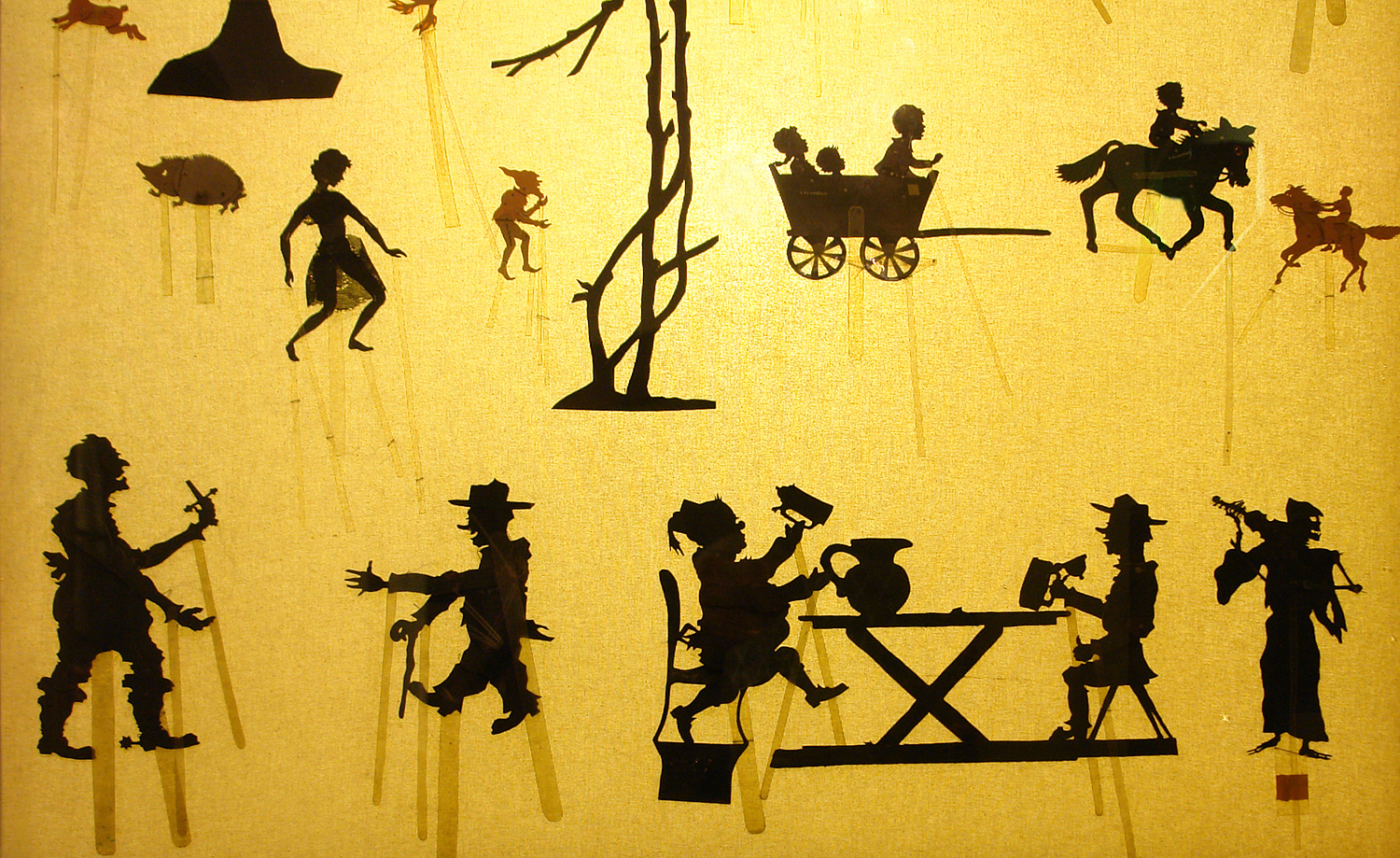
Títeres de sombra

### Relámpagos
- Antorchas

Agitando antorchas se reproducía el resplandor de los relámpagos.
- Llamero

Son dispositivos utilizados en los escenarios teatrales para crear efectos de luces y sombras dramáticos. Consisten en una serie de luces que se montan en una barra o estructura, y se utilizan para iluminar diferentes partes del escenario según las necesidades de la obra. Los llameros se ajustan en intensidad y dirección de la luz, lo que permite a los directores de iluminación crear atmósferas específicas, y destacar a los actores u objetos en momentos clave de la representación.

### Sombras
Las sombras chinescas, precedente del teatro de sombras, se basan en un efecto óptico teatralizado que se consigue al interponer las manos u otros objetos entre una fuente de luz y una superficie clara (pantalla o pared), de manera que la posición y el movimiento de las manos proyecta sombras que representan figuras estáticas o en movimiento.

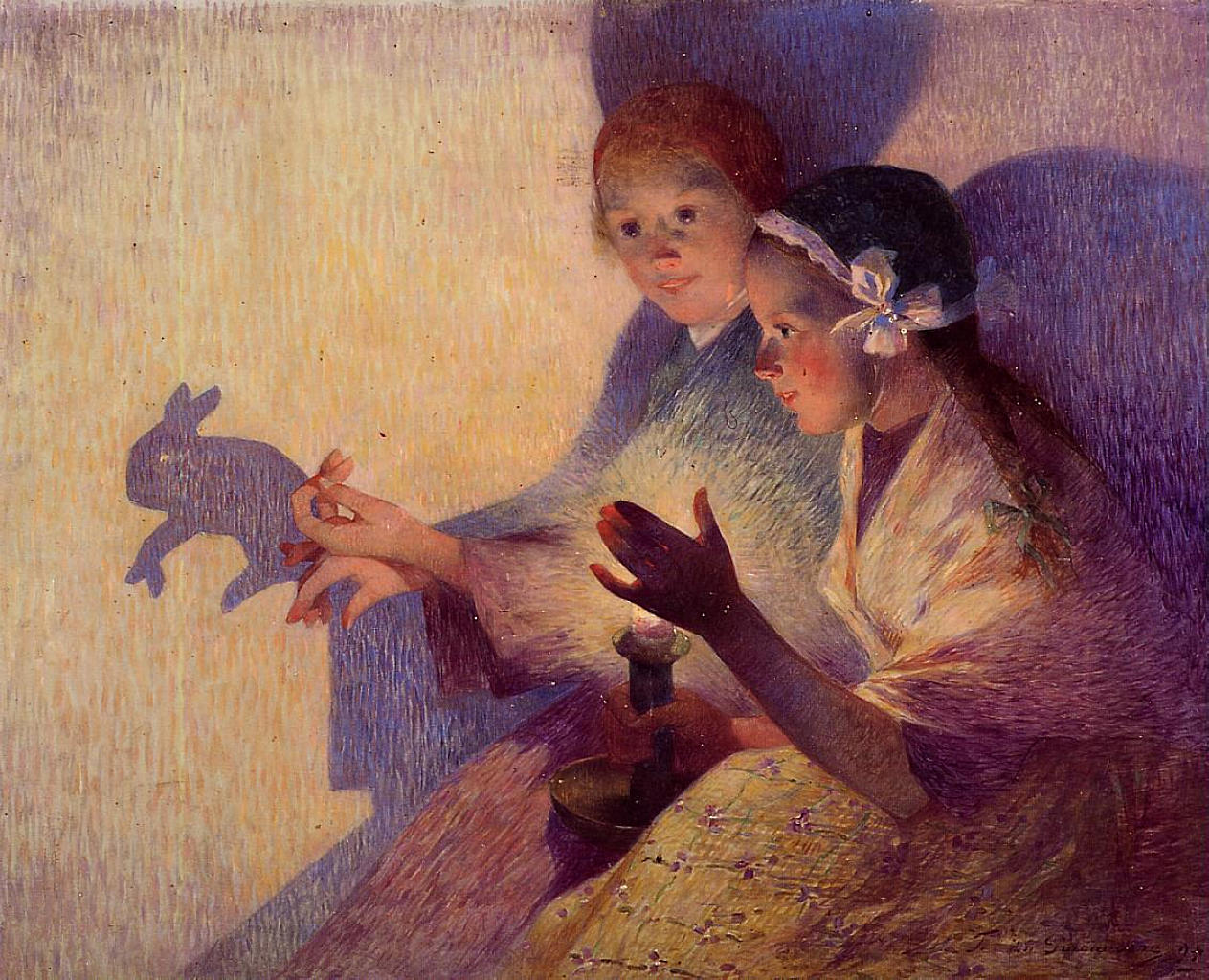
Sombra chinesca de un conejo

### Volcanes
Entre los decorados se movían manualmente rodillos pintados, para simular el flujo de lava y la caída de cenizas. Además se complementaba con iluminación y efectos de humo: se utilizaban antorchas y lámparas para simular el resplandor de la lava. El humo se generaba quemando materiales específicos detrás del escenario, para crear la ilusión de una erupción volcánica.

## Iluminación
La  iluminación es esencial en los espacios cerrados y en los espectáculos nocturnos. Los diseños de iluminación teatrales, antes de la llegada de la electricidad, se servían de una serie de utensilios que permitían resaltar determinadas partes del escenario y ocultar otras mediante la oscuridad. 

### Sistemas de encendido
- Eslabón, pedernal y mecha

El conjunto de eslabón, pedernal y yesca son elementos básico para iniciar un fuego, o encender lumbre. El pedernal es una roca cuyo principal mineral es el cuarzo, que al ser golpeado de forma seca y contundente con un hierro acerado, el eslabón, saltan chispas que encienden la  mecha, la yesca o la pajuela. Sistema de encendido barato y fácil de transportar.
- Cerillo

Se compone de una  mecha de algodón bañada en cera, en forma de cuerda enrollada, que al ser encendida mediante fuego (la lumbre), facilitaba la duración suficiente como para prender todas las luminarias del escenario. Existían, además, porta-cerillos para un manejo más cómodo y seguro.

### En la escena

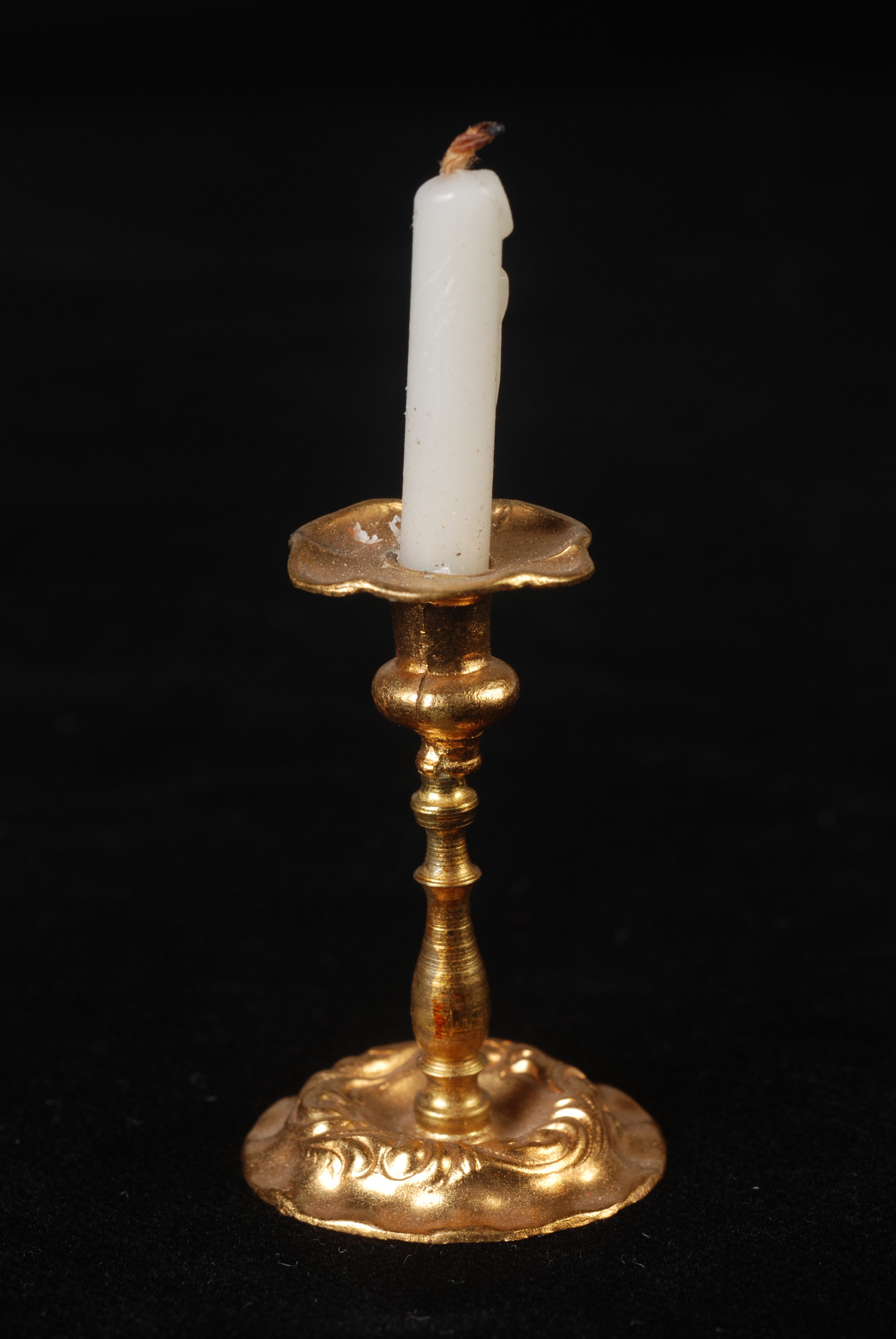
Candelero
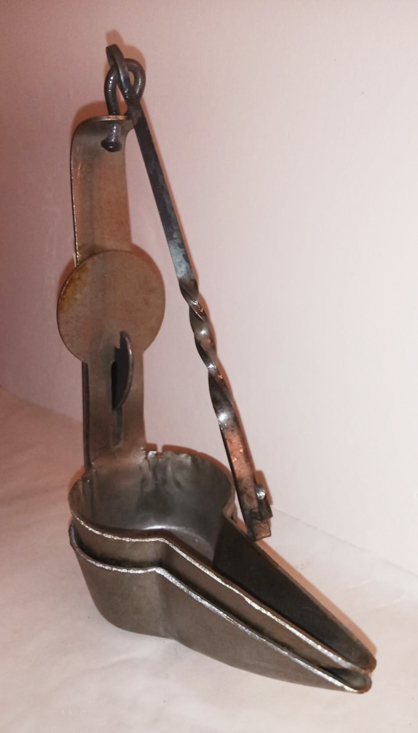
Candil de garabato
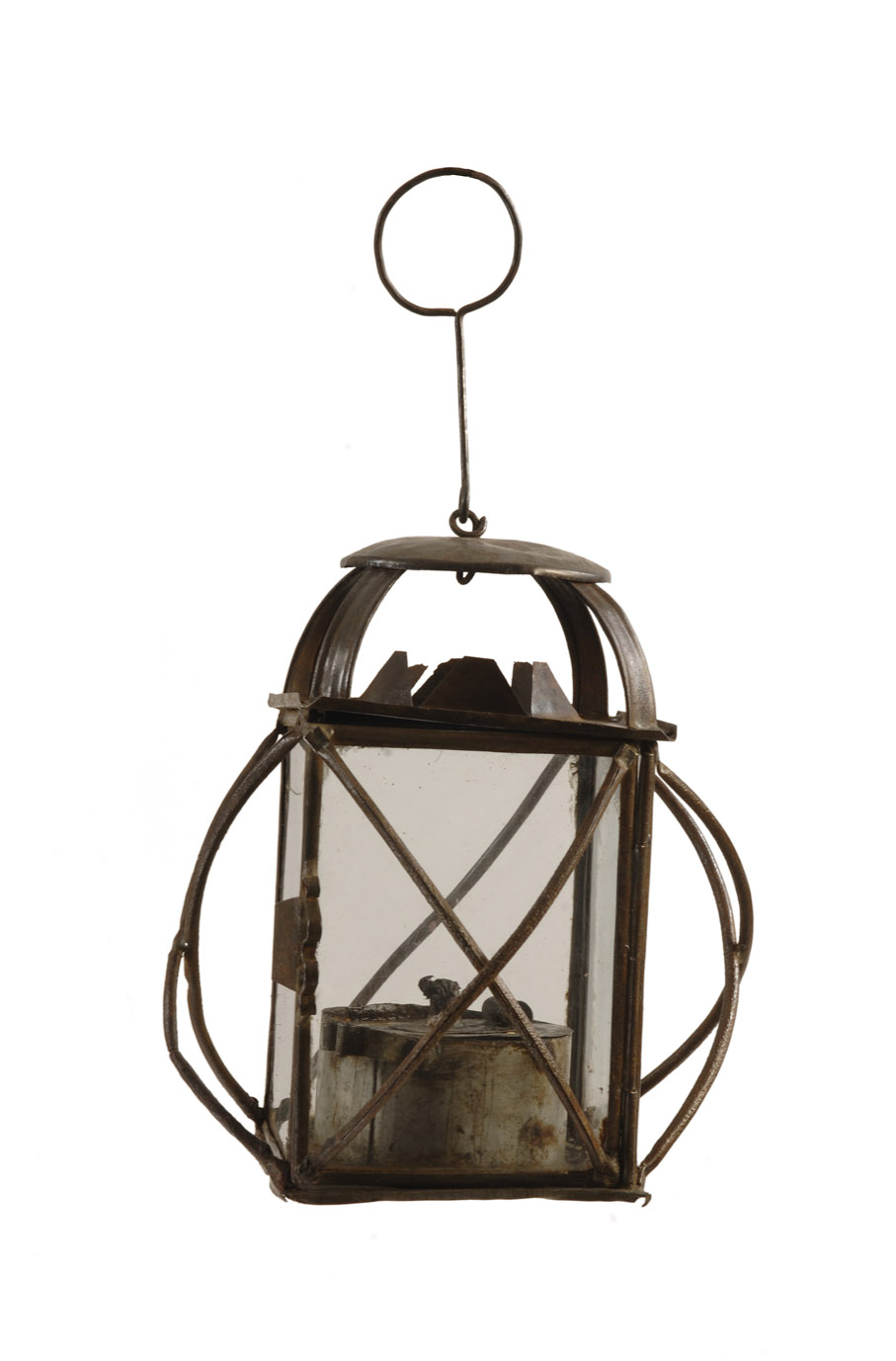
Linterna
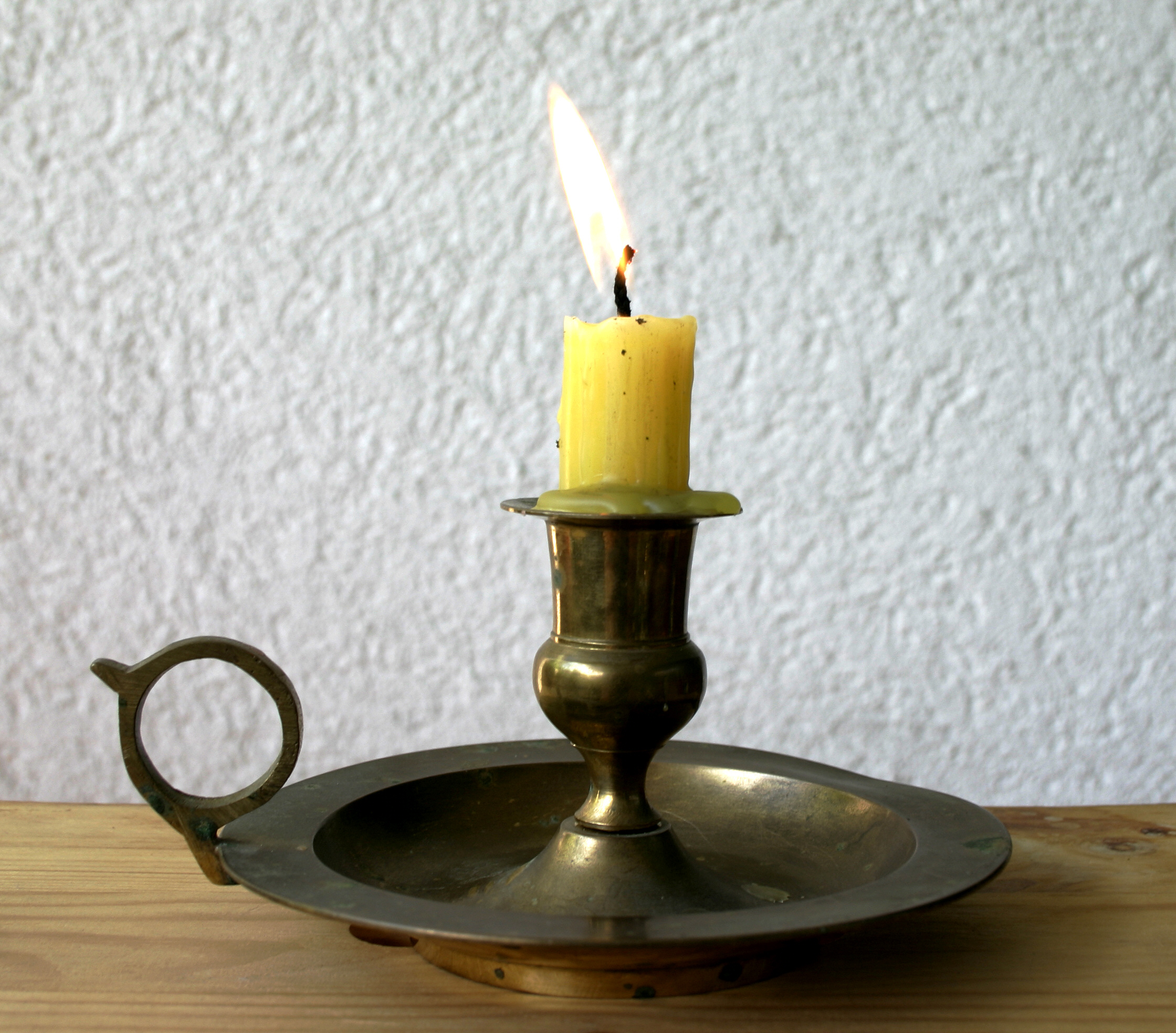
Palmatoria de vela

Un candelero es un utensilio móvil que sirve para sostener una vela de cera o sebo. Está formado por un cilindro hueco, denominado cazoleta, que se une a un pie mediante una barra pequeña o fuste, soportada por una base redonda o cuadrada. Para su fabricación se usaban metales (bronce, hierro o plata) cerámica o loza. Su ornamentación varía de muy sencilla (pequeños relieves en el fuste) a compleja (figuras, colores). Su tamaño también es muy variable.   
- Candil de garabato

Es un tipo de candil de aceite, cuyo nombre se debe al gancho retorcido con el que se cuelga. Consta de una cazoleta en la que se deposita el aceite y la mecha y, por debajo, dispone de un cuenco para recoger el aceite que gotea, denominado crisuela.
- Hacha o antorcha

Un hacha es una vela larga y gruesa, de cera blanca o amarilla, generalmente de forma cuadrada con sus ángulos redondeados y con cuatro pabilos. Las hachetas eran algo más pequeñas y de tres pabilos. Se utilizan en espectáculos al aire libre, porque soportaban mejor el viento, y en grandes salones y teatros.
- Linterna

Una linterna es un farol portátil con una sola cara de vidrio y un asa en la opuesta. Generalmente de forma cuadrangular, con tres laterales metálicos de hojalata o de plata (para orientar la iluminación en un solo sentido), o todos de vidrio (para iluminación amplia). El combustible era a base de aceite o de cera. Su diseño evita que el viento la apague.
- Palmatoria o candil de mesa

Una palmatoria dispone de un pie a modo de candelabro, con fuste y una base con un platillo circular. Hay una gran variedad de modelos según el material de fabricación, aunque preferentemente son de metal (latón, bronce, plata) o de cerámica. Suelen disponer de un asa para su cómodo manejo y evitar quemaduras.
- las palmatorias de aceite carecen de crisuela, tienen un cazoleta como depósito del aceite, que está cerrada en su parte superior por el mechero de un pabilo.
- las de vela presentan un hueco en la parte superior del fuste para insertarla.
- la palmatoria industrial es un sistema de iluminación que dispone de varias velas o bujías sujetas por cañones sobre un único soporte.
- Candelero
- Candil de garabato
- Linterna
- Palmatoria de vela

### De iluminación frontal
- Candelabro de aire

Las lámparas de arañas o candelabros de aire son candeleros con varias ramas, para sostener velas, que cuelgan del techo. Se utilizaban principalmente para iluminar la sala del teatro, la embocadura y las primeras decoraciones del escenario.
- de Sabbatini: diseño sencillo en madera que soporta tres velas cortas pero gruesas, con el fin de que duraran toda la representación teatral.
- del Teatro de Drottningholm: sigue el modelo de Sabbattini, dispone de tres arandelas metálicas para sendas bujías.
- Candileja de suelo

Las  candilejas de suelo son pequeños recipientes metálicos de superficie interna reflectante, abiertos por un lado, que contenían en su interior un candil de aceite, un quinqué de petróleo o sostenían una pequeña vela. Se colocaban formando una línea de luces al borde del escenario (proscenio) y a los pies de los actores. Creando una cortina de luz entre la escena y la platea, cuya fuente es invisible para el público, a la vez que su resplandor diluye en la penumbra la visión que el actor tiene de los espectadores. El despabilador era el encargado de quitar el pabilo (el cabo de la mecha) a las velas y candiles; para ello se servía de unas tijeras especiales denominadas "despabiladeras".
- Lámpara de aceite de Sabbatini

La lámpara de aceite de Sabbatini es un candil que se colgaba en los brazos de las lámparas de araña. Su originalidad está en su diseño, al tener forma de navío tanto la cazoleta de aceite como la crisuela que lo recoge, de forma que dispone de dos mechas (una en cada extremo) aumentado la luminosidad.

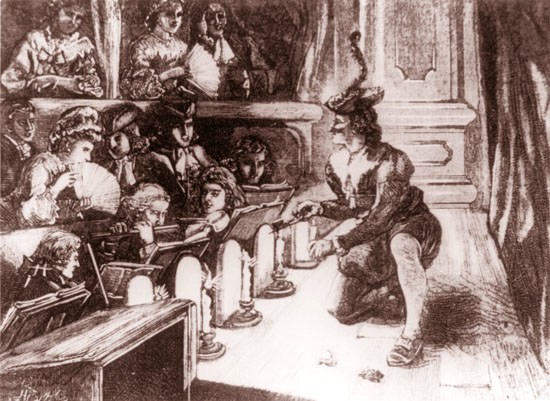
Línea de  candilejas de suelo y el despabilador

### De iluminación lateral o de calle
Sirven para iluminar lateralmente tanto el escenario como los bastidores en perspectiva. Se ubicaban escondidos a los ojos de los espectadores.
- Candil de aceite del Teatro Olímpico

Consta de un depósito de hojalata con tres mecheros para sus correspondientes pábilos, situado sobre una repisa reflectante. 
- Candileja de bastidor del  Teatro de Krumlov

Similar al anterior, pero en lugar de aceite usa velas de cera, al ofrecer mayor rendimiento luminoso. Cada bastidor se iluminaba con una fila de candilejas 
- Sistema de regulación luminosa de Sabbatini

Diseñado para iluminar u oscurecer rápidamente el escenario. Consta de varios candeleros de velas y, sobre cada uno de ellos, pende un cilindro metálico controlado por un sistema de cuerdas y poleas. Al descender rápidamente todos los cilindros a la vez, se ocultan las velas y se hace la oscuridad. Al elevar los cilindros, las velas quedan al descubierto y regresa la luz al escenario y bastidores. 